# Saint-Michel-le-Cloucq

Saint-Michel-le-Cloucq este o comună în departamentul Vendée, Franța. În 2009 avea o populație de 1,241 de locuitori.